# Auslaugung
Auslaugung ist die Herauslösung von Substanzen aus einem Feststoff durch ein Lösungsmittel. Häufig handelt es sich um die Auslaugung relativ gut wasserlöslicher Substanzen wie Salz, Gips oder Kalk aus einem Feststoff durch Wasser. 
Auslaugung lässt sich vielfach an Baustoffen wie Beton beobachten. Sie spielt darüber hinaus unter anderem eine Rolle in der Geologie bei der chemischen Verwitterung und Subrosion von Gestein oder in der Bodenkunde beim Transport von Nährstoffen aus der oberen Bodenschicht in tiefere. Im Bereich der Umweltgeologie ist die „Auslaugung“ (hier als Auswaschung oder Mobilisierung bezeichnet) von Schadstoffen aus Altlasten und Abfällen ein wichtiges Thema. Bei der Extraktion von Inhaltsstoffen in der Medizin und in der Lebensmitteltechnik etwa bei der Herstellung von Likören spielt der Vorgang eine Rolle (Mazeration).
Auslaugung als geologischer Prozess, oft als Ablaugung oder Subrosion bezeichnet, betrifft meist Gesteine wie Steinsalz, Gips oder Kalkstein. Hat Grundwasser beispielsweise Zutritt zu unterirdischen Salz-, Gips- oder Kalksteinschichten und führt diese Substanzen in gelöster Form weg, können infolge dieser Ablaugung Hohlräume entstehen, in welche die darüber liegenden Gesteinsschichten einsinken oder einbrechen können. An der Oberfläche entstehen dann Subrosions- oder Auslaugungssenken. Im Falle von Kalkstein, spricht man auch allgemein von Verkarstung, wobei unter diesem Begriff sowohl die oberflächliche als auch unterirdisch ablaufende Lösung von Kalkstein verstanden wird. Durch das Einbrechen der Deckschichten in die Hohlräume entsteht eine Sonderform der Brekzie, die Auslaugungsbrekzie oder auch Einsturzbrekzie.
Durch chemische Verwitterung im dahingehend relativ aggressiven Klima der Tropen werden durch wässrige Lösungen auch Silikat und Metallverbindungen aus Gesteinen abgeführt und andernorts wieder ausgefällt. Das ausgelaugte Gestein wird als Saprolith bezeichnet.
Im ausgehenden Mittelalter und der frühen Neuzeit waren viele wasserdurchlässige Böden – Ackerboden und auch Waldboden – stark ausgelaugt. Im 19. Jahrhundert erkannte man vielerorts die Ursachen, verbesserte die Fruchtfolgen und die Düngung und ergriff ökologische Maßnahmen (zum Beispiel Aufforstung von Hügelkuppen). Infolge des verstärkten Kohlebergbaus und der Verstädterung wurde weniger Brennholz aus den Wäldern geholt (siehe Niederwald).